# Jielong-2
Die Jielong-2 (chinesisch 捷龙二号, englisch Smart Dragon 2, „Behender Drache 2“), kurz SD-2, war eine geplante chinesische Trägerrakete. Sie sollte zum Start von Kleinsatelliten verwendet werden und erstmals im Jahr 2020 starten. Langfristig wurden jährlich 8 bis 10 Jielong-2-Flüge angestrebt. Die Jielong-Raketenreihe wird von der Chinesischen Akademie für Trägerraketentechnologie (CALT) gebaut, die jedoch das Jielong-2-Projekt im September 2021 wieder einstellte.
Die Jielong-2 sollte aus vier Stufen mit Feststoffraketentriebwerken bestehen. Wie die ebenfalls vierstufige Langer Marsch 11 (CZ-11) sollte sie etwa 21 m lang sein und einen Durchmesser von 2 m haben. Auch der geplante Durchmesser der Nutzlastverkleidung von wahlweise 1,6 oder 2 m war identisch, und die Startmasse von rund 60 t entsprach in etwa der CZ-11. Die geplante Nutzlastkapazität der Jielong-2 war jedoch mit 500 kg in eine 500 km hohen sonnensynchrone Umlaufbahn wesentlich größer.
Eine Präsentation von Chinarocket – der Vertriebsgesellschaft für Jielong-Starts – aus dem Jahr 2021 zeigt die Jielong-2 unter der Überschrift „CZ-11/SD-2“ und mit dem Design einer CZ-11.